# Christopher Gore
Christopher Gore (21 de Setembro de 1758 – 1 de Março de 1827) foi um proeminente advogado de Massachusetts, político Federalista e diplomata dos EUA. Nascido em uma família dividida pela Revolução Americana, Gore ficou do lado dos vitoriosos Patriotas, criou uma advocacia bem-sucedida em Boston e fez uma fortuna comprando dívidas do governo Revolucionário com desconto e recebendo o valor total do governo.
Gore entrou na política em 1788, atuando brevemente na câmara de Massachusetts antes de ser nomeado Procurador-Geral dos EUA por Massachusetts. Foi então nomeado pelo Presidente George Washington para uma comissão diplomática que lida com reivindicações marítimas na Grã-Bretanha. Retornou à Massachusetts em 1804 e voltou à política do estado, disputando várias vezes o cargo de governador antes de vencer em 1809. Cumpriu um mandato, perdendo para o Democrata-Republicano Elbridge Gerry em 1810. Foi nomeado para o Senado dos EUA pelo governador Caleb Strong em 1813, onde liderou a oposição à Guerra de 1812.
Gore investiu sua fortuna em uma variedade de negócios, incluindo importantes projetos de infraestrutura, como o Canal Middlesex e uma ponte sobre o Rio Charles. Foi um grande investidor no início da indústria têxtil, financiando a Boston Manufacturing Company e a Merrimack Manufacturing Company, cujo negócio estabeleceu na cidade de Lowell, Massachusetts. Gore participou de várias causas beneficentes e foi um dos principais doadores da Harvard College, onde a primeira biblioteca foi nomeada em sua homenagem. Sua mansão palaciana em Waltham, Massachusetts, agora conhecida como Gore Place, é um dos melhores exemplos existentes da arquitetura Federalista e foi declarada um Marco Histórico Nacional.

## Primeiros anos
Christopher Gore nasceu em Boston no dia 21 de Setembro de 1758, um dos muitos filhos de Frances e John Gore, um comerciante e artesão de sucesso. Era o caçula de seus três filhos a sobreviver até a idade adulta. Frequentou a Boston Latin School e ingressou no Harvard College aos treze anos (mesmo na época). No início da Guerra de Independência dos Estados Unidos e do Cerco de Boston em 1775, os edifícios de Harvard foram ocupados pelo Exército Continental e Gore continuou temporariamente seus estudos em Bradford até Harvard poder retomar as operações em Concord. Enquanto estava em Harvard, Gore participou de um clube de palestras e formou amizades significativas ao longo da vida com Rufus King e John Trumbull.

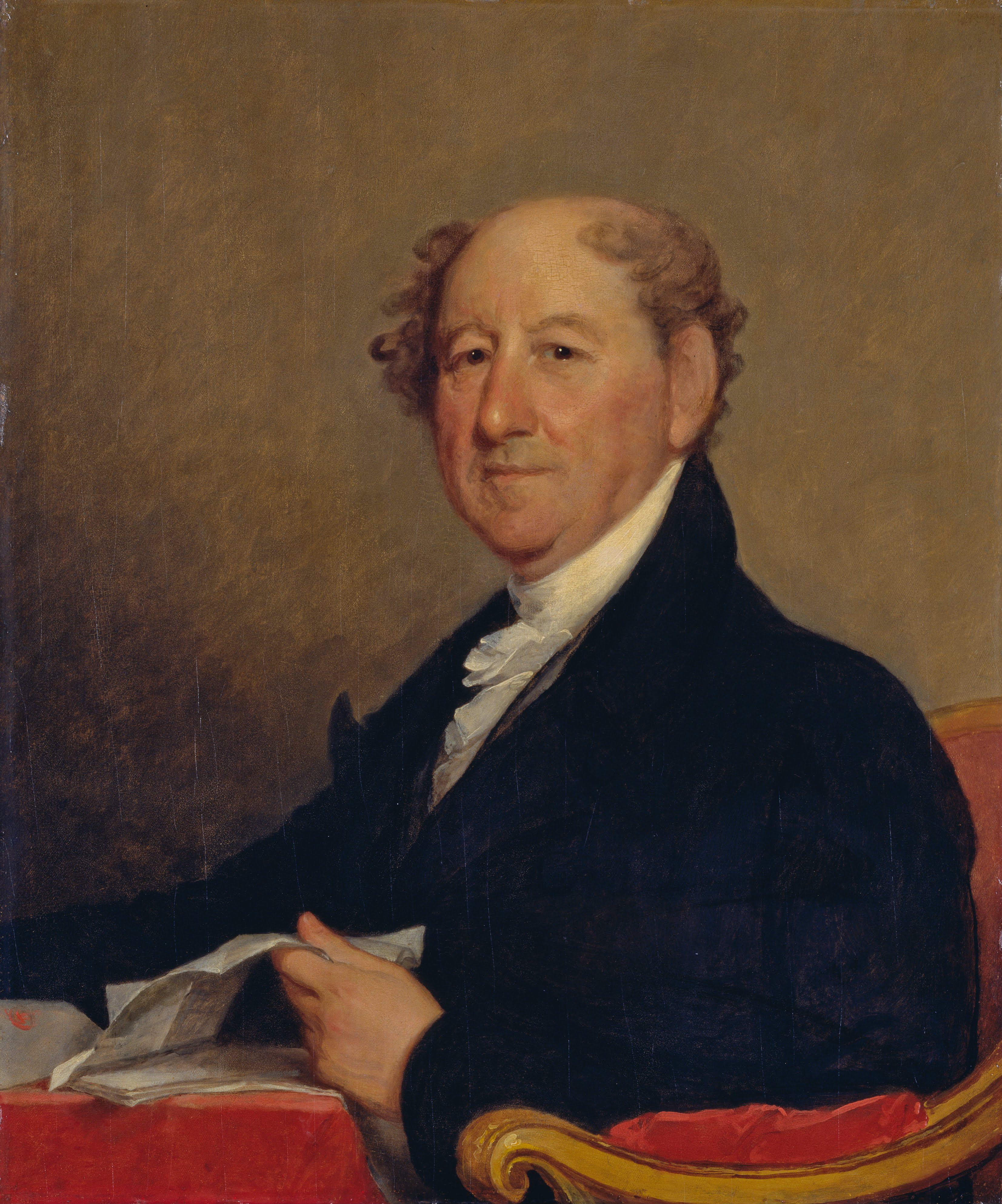
Rufus King tornou-se um grande amigo de Gore enquanto estavam em Harvard.

Gore formou-se em 1776 e prontamente alistou-se no regimento de artilharia Continental de seu cunhado Thomas Crafts, onde serviu como assistente até 1778. A família Gore foi dividida pela guerra: o pai de Gore era um Lealista que deixou Boston quando o Exército Britânico evacuou a cidade em Março de 1776. Gore foi consequentemente chamado para ajudar sua mãe e três irmãs, que ficaram em Boston. Em 1779, Gore solicitou com sucesso ao Estado a parcela restante da família nos bens apreendidos por seu pai.

## Início da carreira jurídica
Depois de seu serviço militar, Gore estudou direito com John Lowell e foi aceito na Ordem em 1778, depois de uma tutela relativamente breve. A advocacia de Gore prosperou, em parte porque muitos advogados Lealistas haviam fugido de Massachusetts. Os clientes de Gore incluíam Lealistas que procuravam recuperar alguns de seus bens, bem como comerciantes britânicos com sede em Londres, com reivindicações a dar seguimento. Seus relatórios eram geralmente bem fundamentados e era visto como um advogado de sucesso.
Gore aumentou sua fortuna investindo cuidadosamente em moedas e títulos revolucionários. Os títulos que comprou eram papéis que haviam sido entregues a soldados do Exército Continental em vez de salários, que costumavam vender com um grande desconto. Um lote de títulos que comprou, por exemplo, custou-lhe cerca de 3 700 dólares, mas tinha um valor nominal de 25 000 dólares. Em 1785, casou-se com Rebecca Amory Payne, filha de um comerciante rico, segurador marítimo e diretor do Banco de Massachusetts. O casal era conhecido por suas boas maneiras e tornou-se membros importantes da sociedade de Boston.
Em 1786, Gore ficou preocupado com o aumento do sentimento antiadvogado em Massachusetts. As queixas sobre as duras políticas adotadas pelo Governador James Bowdoin floresceram na Rebelião de Shays, que exigiu que as milícias fossem aniquiladas em 1787. Gore foi um dos vários advogados de alto escalão designados para defender os participantes da rebelião (incluídos neste grupo estavam Theodore Sedgwick, Caleb Srong, James Sullivan, Levi Lincoln Sr. e Thomas Dawes). Embora muitos rebeldes tenham sido condenados, um grande número recebeu anistia. Em 1788, Gore foi eleito delegado da convenção de 1789 em Massachusetts que ratificou a Constituição dos Estados Unidos. Sua eleição foi contestada porque Boston, onde morava, estava mais inclinado para o poder do Estado. Gore, no entanto, era fortemente Federalista, pedindo apoio à nova Constituição.

## Legislador, banqueiro e especulador
Em 1788, Gore foi eleito para a Câmara dos Representantes de Massachusetts. Assumiu um papel de liderança na adoção das regras do estado para as ações exigidas pela nova constituição federal. Por sua proposta, a câmara decidiu que os eleitores presidenciais seriam escolhidos por uma sessão conjunta. Também propôs que a Câmara e o Senado do Estado concordassem com votos separados nas escolhas para o Senado dos Estados Unidos, um processo que reduziria significativamente a participação popular na escolha. Sua escolha foi finalmente rejeitada em favor de um processo pelo qual a Câmara selecionasse uma lista de candidatos, dentre os quais o Senado escolheria um. Em 1789, Gore decidiu candidatar-se à reeleição, mas perdeu, devido ao forte fervor antinacionalista em Boston na época. Conseguiu ganhar um lugar mais tarde, quando uma eleição especial foi realizada depois que as renúncias abriram várias vagas.
As especulações financeiras de Gore no final da década de 1780 multiplicaram significativamente sua riqueza. Em 1788, ele e Andrew Craigie, um empresário de Boston que contratou Gore para serviços jurídicos, assinaram um contrato secreto para comprar títulos da Continental com um valor nominal de 100 000 dólares em uma oferta especulativa de que seu valor aumentaria. No final de Outubro daquele ano, a dupla havia atingido essa meta: Gore havia comprado 90 000 dólares em títulos por 20 000 dólares e incentivou Craigie a comprar mais do que os 11 000 dólares que havia adquirido se seu financiamento permitir. Gore também comprou dívidas relacionadas à guerra de Massachusetts e pressionou os Congressistas de Massachusetts para que o governo dos EUA as assumisse também.

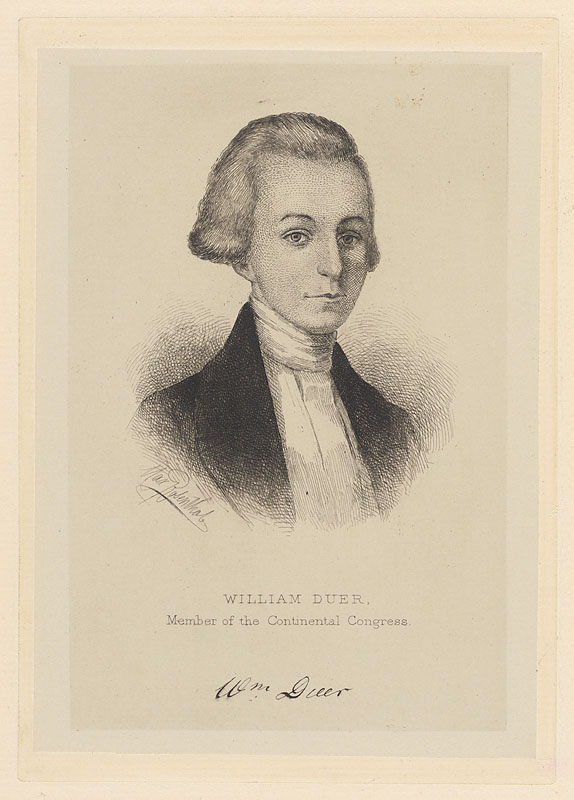
O parceiro de negócios de Gore, William Duer

O trunfo de Gore foi realizado quando, em 1790, o Congresso dos Estados Unidos, agindo sob uma proposta feita por Alexander Hamilton e apoiada pelo amigo de Gore, Rufus King, aprovou uma legislação que trocava os papéis da Continental e do estado por novos títulos dos EUA sem questionar. Não apenas Gore ganhou nessa troca, mas o jornal que recebeu apreciou em valorizar antes de vendê-lo. A quantia exata que ganhou não está clara nos documentos restantes: John Quincy Adams escreveu que as especulações de Gore fizeram dele o advogado mais rico do país.
O sucesso das especulações de Gore levou-o a firmar uma parceria com Craigie, William Duer e Daniel Parker, na tentativa de adquirir encargos de dívida externa dos EUA em termos favoráveis. Parker era um parceiro comercial de Craigie e Duer era um influente empresário de Nova York e funcionário do Departamento do Tesouro, cujo estilo de vida luxuoso impressionou Gore. A parceria promoveu as vendas de terras dos EUA na Europa e procurou adquirir encargos dos EUA para a França. Embora Gore tenha investido 10.000 dólares nesse empreendimento, fracassou: banqueiros holandeses mais poderosos e experientes superaram os americanos. Gore também envolveu-se em outros empreendimentos com esses parceiros, mas aparentemente ficou atentamente com especulações financeiras e evitou os empreendimentos menos bem-sucedidos dos parceiros.
Grande parte da atividade financeira de Gore foi mediada pelo Banco de Massachusetts, onde seu sogro era diretor. O próprio Gore foi eleito para seu conselho em 1785, quando também tornou-se sócio. Durante o tempo em que esteve no conselho, o banco reforçou seus regulamentos sobre pagamentos de empréstimos, uma medida que melhorou a estabilidade de seu capital. Gore usou o banco para a maioria de seus depósitos pessoais, mas também utilizou linhas de crédito de vários milhares de dólares. As ações bancárias que possuía pagaram dividendos relativamente altos até 1791, quando o banco recebeu uma concorrência séria do Primeiro Banco dos Estados Unidos.

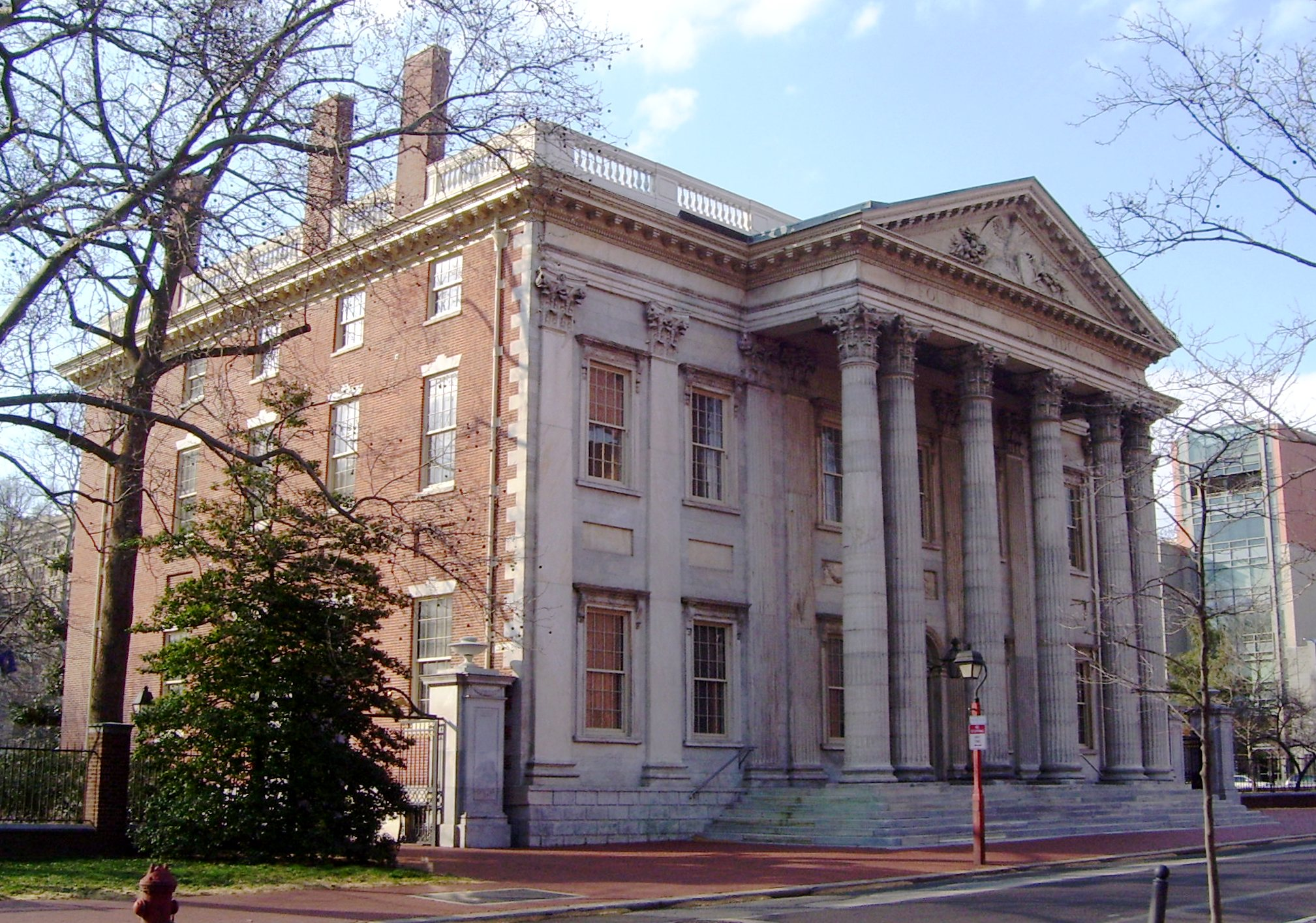
O Primeiro Banco dos Estados Unidos na Filadélfia

O Banco dos Estados Unidos foi criado por Alexander Hamilton para fornecer serviços bancários estáveis em escala nacional e procurou abrir uma agência em Boston. Hamilton recrutou pesadamente no Banco de Massachusetts e Gore decidiu fazer a mudança. Vendeu suas ações no banco de Massachusetts e tornou-se diretor da agência do Banco dos EUA em Boston. Também comprou 200 ações no novo banco, um investimento relativamente grande. Gore foi influente na tomada de decisões de contratação para a agência e procurou fundir bancos estatais na organização, argumentando que apenas um banco nacional poderia fornecer serviços consistentes e estáveis. Gore renunciou ao conselho em 1794, citando as exigências de sua advocacia.
Os sucessos financeiros de Gore permitiram-lhe entrar na sociedade de elite de Boston. Em 1789, comprou uma grande mansão na elegante Bowdoin Square e também comprou uma propriedade rural em Waltham que cresceu ao longo do tempo para 120 hectares. Tinha uma casa construída na propriedade, a maioria das quais operava como um verdadeiro agricultor. Ele e outros Federalistas de situação semelhante formaram a Sociedade de Promoção da Agricultura de Massachusetts, da qual exerceu como administrador por vários anos; a organização não foi vista como contribuindo significativamente para os avanços na agricultura.

## Procurador-geral e diplomata
Em 1789, o Presidente George Washington nomeou Gore o primeiro Procurador-Geral dos Estados Unidos em Massachusetts como recompensa por seu apoio. Gore incontestavelmente recusou-se a renunciar à câmara do estado, argumentando que as proibições da constituição do estado contra a posse de vários cargos não se aplicavam a cargos federais. Finalmente renunciou ao cargo sob protesto por causa da pressão de seus colegas legisladores.
Gore exerceu como procurador-geral até 1796. Seu principal motivo de preocupação era a imposição da neutralidade dos EUA em relação às Guerras Revolucionárias Francesas. Tentou várias vezes processar o consulado francês Antoine Duplaine, em Boston, por armar e operar corsários fora do Porto de Boston, mas foi impedido por júris locais que simpatizavam com os franceses. Duplaine acabou sendo expulso por ordem do Presidente George Washington, com base nas evidências fornecidas por Gore.

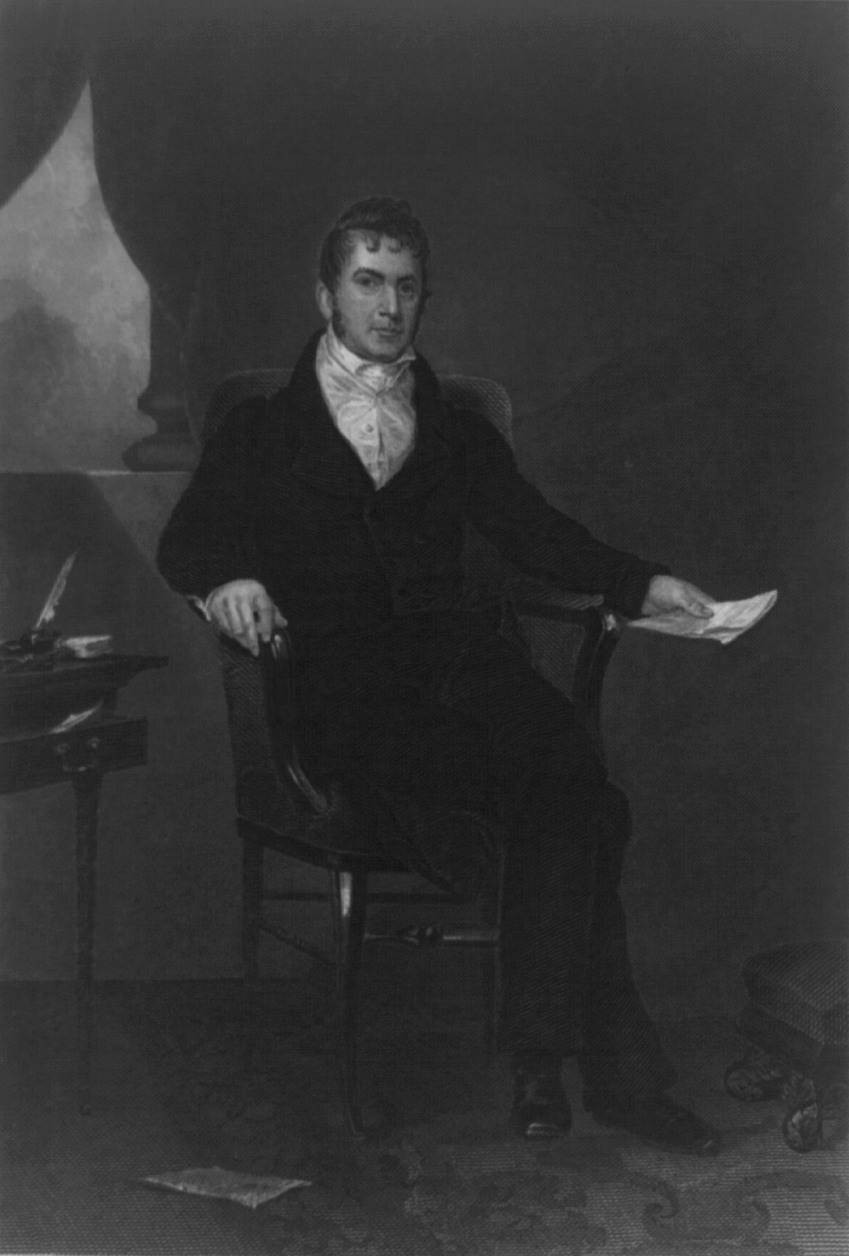
William Pinkney exerceu como co-comissário de Gore na Inglaterra

Gore também promoveu opiniões antifrancesas com artigos políticos nos jornais de Massachusetts. Escrevendo sob o pseudônimo "Manlius", denunciou a formação de "Sociedades Democráticas" formadas para opor-se à política Federalista e apoiar posições pró-francesas. Sugeriu ao Presidente Washington que alguém fosse enviado à Inglaterra para negociar com os britânicos. John Jay viajou para Londres em 1794 e negociou o Tratado Jay, cuja ratificação Gore apoiou vocalmente. Embora Gore fosse hostil à política francesa, mantinha relações amistosas com franceses: hospedou o futuro estadista francês Talleyrand quando visitou os EUA.
Em 1796, Washington nomeou-o como comissário representando os Estados Unidos para lidar com reivindicações marítimas sob os termos do Tratado Jay. Como resultado, os Gore mudaram-se para a Inglaterra naquele ano, criando uma residência na elegante área de Hyde Park. A comissão foi criada para arbitrar reivindicações provenientes de apreensões britânicas de navios e cargas americanas e de reivindicações britânicas relacionadas a violações da neutralidade americana nas Guerras Revolucionárias Francesas em andamento. Consistia em três americanos (Gore, William Pinkney e John Trumbull) e dois comissários britânicos (John Nicoll e Nicholas Astley); Trumbull foi escolhido pelos outros quatro porque foi considerado suficientemente "imparcial" para emitir votos decisivos em caso de desacordo. Naquele ano, também foi eleito membro da Academia Americana de Artes e Ciências.
Embora Gore tenha sido bem recebido pelo establishment britânico, o trabalho sofreu com o que Gore chamou de "tediosidade do processo", e considerou solicitar uma transferência em 1798. Em 1800, parou porque outro conselho criado pelo tratado para resolver reivindicações pendentes da Guerra Revolucionária contra os Estados Unidos ainda não havia sido cumprido e os britânicos interromperam o processo das reivindicações até que a resolução de outras questões fossem iniciadas. Gore aproveitou essa pausa para retornar brevemente aos EUA e avaliar as condições de sua propriedade em Waltham, onde a casa havia sido destruída em grande parte pelo fogo em 1799. Após seu retorno a Londres, com o trabalho da comissão ainda parado, ele e Rebecca embarcaram em uma turnê pela Europa. Visitaram a Holanda, Bélgica e Suíça e passaram seis meses em Paris. Durante essa viagem e mais tarde na Inglaterra e na Escócia, notaram a arquitetura das propriedades rurais e começaram a planejar uma nova casa para suas propriedades em Waltham.

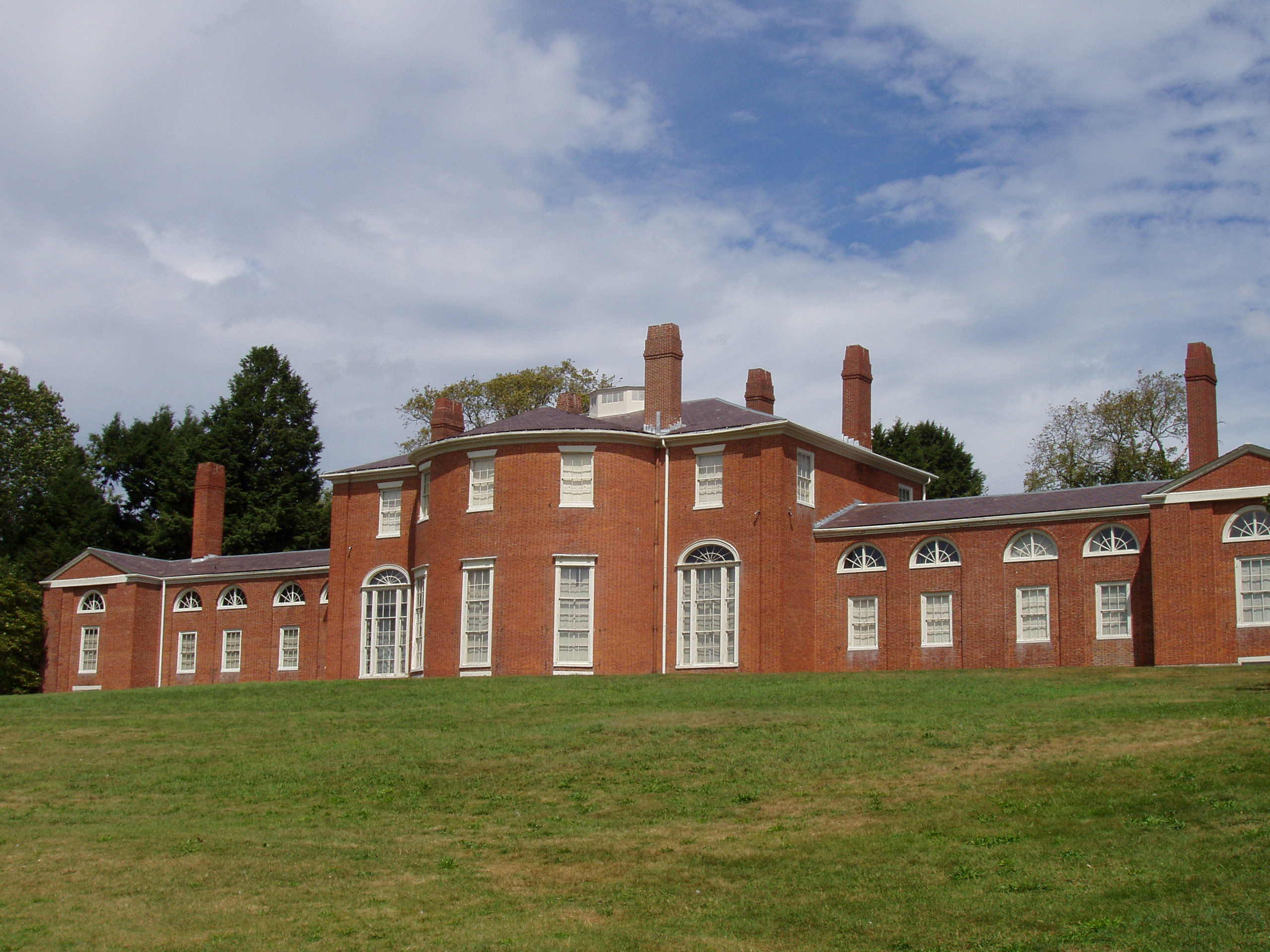
A Casa de Gore em Waltham, Massachusetts

A comissão retomou seu trabalho no início de 1802 e havia resolvido todas as reivindicações pendentes em Agosto de 1803. Concedeu 110 000 dólares a requerentes britânicos e mais de 6 milhões de dólares a requerentes americanos. O resultado desigual é devido ao número muito maior de reivindicações americanas, mas também a algumas decisões importantes que favoreceram as interpretações americanas no processo das reivindicações e por um governo britânico que procurou permanecer nas graças dos Estados Unidos.
O círculo social de Gore na Inglaterra girava em torno de seu bom amigo Rufus King, que foi nomeado Embaixador na Grã-Bretanha em 1796, junto com outros expatriados em Massachusetts. Quando King deixou o cargo em Maio de 1803, nomeou Gore para chefiar a embaixada de Londres como encarregado de negócios. Embora o Presidente Thomas Jefferson nunca tenha emitido uma nomeação formal, o governo britânico aceitou seu papel pelo intervalo de dois meses entre a saída de King e a chegada de James Monroe como substituto de King. Os Gore partiram para Boston na Primavera de 1804.
Rebecca Gore usou sua exposição a propriedades rurais da Europa para projetar uma luxuosa casa para sua propriedade em Waltham durante sua estadia na Inglaterra. Projetada com a ajuda do arquiteto francês Joseph-Guillaume Legrand e provavelmente também influenciado pelas obras do arquiteto inglês Sir John Soane, a casa que foi construída após seu retorno aos Estados Unidos em 1804 (agora conhecida como Gore Place) é um dos melhores exemplos existentes da arquitetura Federalista.

## Advogado e representante do estado
Logo após seu retorno aos Estados Unidos, Gore voltou à política do estado, ganhando a eleição para o Senado de Massachusetts. Participou ativamente na organização do Partido Federalista do estado, trabalhando em seu comitê central secreto. Retomou sua advocacia, na qual arranjou como estudante o Daniel Webster. Um dos casos de maior destaque que enfrentou foi a defesa de Thomas Selfridge, em 1807, acusado de assassinar Charles Austin. Selfridge, um antigo advogado Federalista, havia sido contratado para ajudar na cobrança de uma dívida do pai Republicano de Austin. Na atmosfera politicamente carregada do dia em Boston, Selfridge, temendo por sua própria segurança, havia se armado com uma pistola. O jovem Austin, aparentemente, por iniciativa própria, tentou bater em Selfridge com uma bengala e Selfridge matou-o a tiros no confronto. Selfridge foi acusado pelo Procurador-Geral (e futuro oponente do Gore) James Sullivan e a defesa também incluiu o arqui- Federalista Harrison Gray Otis. Gore argumentou que Selfridge agiu em legítima defesa; Selfridge foi absolvido de assassinato por um júri cujo chefe era o Patriota e Federalista Paul Revere após quinze minutos de deliberação.
Gore também retomou as atividades comerciais ao retornar. Investiu em uma grande variedade de negócios e infraestrutura, estimulando a atividade econômica no estado. Seus investimentos variaram bastante, incluindo seguros marítimos (onde seu sogro fez sua fortuna), pontes, dispositivos, canais e têxteis. Foi um grande investidor no Canal Middlesex, na Ponte Craigie (a primeira a conectar Boston a Cambridge) e na Boston Manufacturing Company, cuja fábrica que comprova a produção de têxteis em um único local ficava em Waltham, perto de sua propriedade. Nem todos os seus empreendimentos deram certo: a longo prazo, o canal foi um fracasso financeiro, assim como os esforços com outros colaboradores para desenvolver o Lechmere Point, o lado de Cambridge da Ponte Craigie. A fábrica têxtil, no entanto, foi um sucesso e Gore investiu na Merrimack Manufacturing Company. Quando decidiu localizar no que é agora Lowell, Massachusetts, Gore comprou ações dos Proprietors of Locks and Canals, que operavam (e ainda hoje são os proprietários) dos canais de Lowell.
Em 1806, Gore ganhou a eleição para o Senado do Estado. Naquele ano, os Republicanos estavam na maioria e a eleição para governador estava perto o suficiente para exigir uma recontagem. A câmara examinou as cédulas de maneira partidária (por exemplo, mantendo cédulas contendo versões com erros ortográficos do nome do Republicano James Sullivan e descartando cédulas semelhantes marcadas para o Federalista Caleb Strong). Gore e outros Federalistas levantaram protestos públicos e a câmara cedeu, eventualmente certificando Strong como o vencedor.
Gore concorreu sem sucesso para o Governo de Massachusetts em 1807 e 1808 contra uma crescente onda de Republicanismo no estado, perdendo as duas vezes para o moderado Republicano James Sullivan. Os Federalistas ganharam o controle da câmara do estado em 1808 em uma reação às políticas econômicas Republicanas, mas Gore foi criticado por seu fracasso em apoiar agressivamente os protestos estaduais contra a Lei do Embargo de 1807, que teve um grande efeito negativo na grande frota mercante do estado. Gore foi eleito em 1808 para a Câmara dos Representates de Massachusetts, onde liderou com sucesso os esforços Federalistas para garantir a seleção de uma lista Federalista de eleitores presidenciais. Também liderou ações para expulsar o Senador John Quincy Adams do Partido Federalista por seu apoio à política externa de Thomas Jefferson. A câmara elegeu o sucessor de Adams nove meses antes e deu a Adams instruções suficientemente desagradáveis para que renunciasse ao cargo e se juntasse aos Republicanos.

## Governador
Gore levou os Federalistas à vitória em 1809 contra o sucessor de Sullivan, Levi Lincoln Sr., que assumira o cargo de governador interino após a morte de Sullivan no final de 1808. Durante o mandato de Gore, o principal problema doméstico que ocupava a política do estado foi uma crise bancária estimulada pela política federal de embargar o comércio com a Grã-Bretanha e a França, depois envolvida nas Guerras Napoleônicas. Embora a crise tenha causado várias falências bancárias na Nova Inglaterra, os bancos de Massachusetts escaparam praticamente ilesos.
A política externa teve um papel importante na administração de Gore. A câmara aprovou resoluções opondo-se à política direta do governo federal contra as relações comerciais e diplomáticas com o Reino Unido (então envolvido nas Guerras Napoleônicas), e Gore, no início de 1810, convidou Francis James Jackson, que havia sido rejeitado como Embaixador do Reino Unido nos EUA, para visitar o estado. Essa pressão pode ter desempenhado um papel na decisão do presidente James Madison de renovar as relações com o Reino Unido e aceitar as credenciais de Jackson.
A diminuição da ameaça de guerra e a escolha dos Republicanos do popular Elbridge Gerry como candidato trouxeram um desafio ao controle Federalista de Massachusetts nas eleições de 1810. Os simples Gerry e os partidários Republicanos criticaram Gore por seu estilo de vida luxuoso, incluindo sua residência palaciana em Waltham e atividades pretensiosas que organizou como governador e destacou seus laços familiares Lealistas ao enfatizar o patriotismo irrepreensível de Gerry. Gerry ganhou a eleição. Jackson visitou Boston, mas não foi acolhido por Gore e sim por Gerry. Gore concorreu com Gerry novamente em 1811, mas perdeu em mais uma campanha amarga.
Gore recebeu um diploma de direito honorário de Harvard em 1809. Exerceu no Conselho de Supervisores da universidade de 1810 até 1815 e como Membro de 1816 até 1820. O primeiro prédio da biblioteca de Harvard, uma estrutura gótica construída em 1838 em granito da cidade de Quincy, foi nomeado em sua homenagem, mas foi demolido quando a Biblioteca Widener foi construída em seu lugar em 1915. (Essa estrutura é encontrada no selo da cidade de Cambridge). Um dos edifícios residenciais da Winthrop House chama-se Gore Hall em sua homenagem.

## Senador dos Estados Unidos
Na primavera de 1813, foi nomeado pelo Governador Caleb Strong para ocupar a vaga no Senado dos EUA desocupada com a renúncia do Senador James Lloyd. Exerceu de 5 de Maio de 1813 até 30 de Maio de 1816, ganhando a reeleição para o cargo em 1814. Opôs-se à Guerra de 1812 em andamento durante estes anos, com sua experiência diplomática anterior fornecendo conhecimento valioso aos interesses Federalistas. Manifestou a aprovação da Convenção de Hartford de 1814, na qual os estados da Nova Inglaterra transmitiram queixas a respeito da governança Republicana do país e da condução da guerra.
Gore concordou com o Tratado de Gante, que encerrou a guerra, mas estava infeliz por o país não ter ganho nada com a guerra. Renunciou em Junho de 1816, descontente com a política de Washington e padecendo de problemas de saúde. Embora não fosse mais ativo na política, continuou a expressar opiniões sobre os assuntos da época, opondo-se ao Compromisso do Missouri em 1820 e lamentando a "grande moderação e mediocridade" do Governador Federalista John Brooks.

## Últimos anos e legado
Gore continuou ativo na administração de Harvard e atuou em várias organizações, incluindo na Academia Americana de Artes e Ciências e na Sociedade Histórica de Massachusetts (na qual foi presidente de 1806 até 1818). Também foi eleito membro da American Antiquarian Society em 1814. Gore passou a maior parte de seus últimos anos em sua propriedade rural em Waltham, sofrendo de artrite reumatoide agravada que tornava a caminhada cada vez mais difícil. Sua saúde debilitada e ausência no meio social em Waltham levaram-o em 1822 a voltar a Boston no inverno. Morreu no dia 1º de Março de 1827, em Boston e está sepultado no Granary Burying Ground.
A esposa de Gore morreu em 1834; O casal não teve filhos. O principal herdeiro da propriedade de Gore foi Harvard (que recebeu cerca de 100.000 dólares), embora também tenham sido feitos doações à Academia Americana de Artes e Ciências e à Sociedade Histórica de Massachusetts. A propriedade de Waltham passou por vários cuidados e foi subdividida ao longo do tempo. A mansão foi salva da demolição pela Gore Place Society (criada com o objetivo de preservá-la), que agora opera-a como um museu. Foi declarado Marco Histórico Nacional em 1970.